# Literatura greacă

## Literatura Greciei antice (înainte de 300 î.Hr.)

### Grecia clasică
Literatura Greciei antice se referă la literatura scrisă în greaca veche de la cele mai vechi opere scrise în limba greacă până în secolul al V-lea și ridicarea Imperiului Bizantin.
Cele mai importante opere de la începuturile literaturii grecești îi aparțin lui Homer, Iliada și Odiseea. Celălalt mare poet al perioadei preclasice a fost Hesiod. Cele doua opere ale sale, care s-au păstrat până în prezent sunt Munci și Zile și Teogonia.
Cei doi poeți lirici mai importanți au fost Sappho și Pindar. Tot grecii au inventat și teatrul și au creat opere care sunt încă recunoscute ca fiind printre cele mai bune scrise vreodată. Dintre sutele de tragedii scrise și reprezentate în epoca clasică, s-au păstrat doar câteva piese a trei autori: Eschil, Sofocle și Euripide. 
Asemenea tragediei, comedia a apărut dintr-un ritual în cinstea lui Dionysos, doar că în acest caz piesele conțineau obscenități, insulte și vulgarități. Piesele care s-au păstrat, aparținând lui Aristofan, au reprezentat un model pentru generațiile și epocile viitoare. Menandru este considerat ca fiind cel mai bun dintre scriitorii Noii comedii.
Doi dintre cei mai importanți istorici care au trăit vreodată au scris în timpul epocii clasice grecești: Herodot și Tucidide.  Un al treilea istoric, Xenophon, și-a început opera, "Hellenica", de unde a terminat Tucidide, din 411 î. Hr. până în 362 î. Hr. 
Cele mai mari realizări în proză din secolul al IV-lea sunt din domeniul filozofiei. Au existat mulți filozofi greci, dar trei s-au detașat de restul: Socrate, Platon, și Aristotel. În istoria gândirii umane, Platon practic nu are rivali.

### Elenismul
Până în 338 î.Hr., toate orașele state grecești, cu excepția Spartei au fost cucerite de Filip al II-lea al Macedoniei. Fiul lu
lea î. Hr. centrul principal al culturii grecești.
Poezia greacă a înflorit în special în secolul al III-lea î. Hr. Poeții principali au fost Teocrit, Callimah, și Apollonius din Rodos. Teocrit, care a trăit aproximativ din 310 până în 250 î. Hr., a fost creatorul poeziei pastorale, un gen dezvoltat apoi de poetul roman Vergilius în Ecloge.

### Epoca Romană
Istoricii cei mai importanți din perioada de după Alexandru au fost Timaeus, Polibius, Diodorus Siculus, Dionysius din Halicarnas, Appian din Alexandria, Arrian, și Plutarh. Perioada de timp acoperită începe de la sfârșitul secolului al IV-lea î. Hr. până în secolul al II-lea d.Hr.
Eratostenes din Alexandria, care a murit aproximativ în 194 î. Hr., a scris în domeniul astronomiei și geografiei, dar lucrările sale sunt cunoscute în principal din descrieri ulterioare.
Una dintre cele mai importante contribuții ale perioadei elenistice o reprezintă traducerea Vechiului Testament în grecește. Acest proces a avut loc la Alexandria, și a fost terminat până la sfârșitul secolului al II-lea î. Hr. Numele Septuagint înseamnă "șaptezeci", din tradiția că 72 de scribi au fost implicați în proiect.

## Literatura Bizantină (300 d.Hr.-1453)
Literatura bizantină grecească se referă la literatura scrisă în greaca medievală.
Dacă literatura bizantină reprezintă expresia vieții intelectuale a populației elenizate din Imperiul Roman răsăritean în timpul Evului Mediu creștin, atunci ea este un organism poliform, îmbinând civilizațiile greacă și creștină pe fundațiile comune ale sistemului politic roman, așezat în atmosfera intelectuală și etnografică a Orientului Apropiat. Literatura bizanintă a fost influențată de patru mari elemente culturale diferite: grecesc, creștin, roman și oriental, al cărui caracter se îmbina cu celelalte. Culturii intelectuale elenistice și organizării guvernamental romane i se adaugă viața emoțională a creștinismului și lumea imaginației orientale, ultima înglobându-le pe celelalte trei.

## Literatura greacă modernă (după 1453)
Literatura greacă modernă se referă la literatura scrisă în limba greacă începând cu secolul al XV-lea, desprinsă din literatura bizantină târzie, din secolul al XI-lea.
Erotokritos este fără îndoială capodopera acestei perioade, și poate a literaturii grecești moderne. Este o romanță în versuri scrisă în jurul anului  1600 de Vitsentzos Kornaros (1553-1613).
Korakistika (1819), un pamflet scris de Jakovakis Rizos Neroulos și îndreptat împotriva intelectualului grec Adamantios Korais, este un exemplu important al Renașterii grecești și a naționalismului apărut.
Poeții greci moderni Giorgos Seferis și Odysseus Elytis au fost distinși cu Premiul Nobel și, împreună cu Constantinos Kavafis, au fost cele mai importante figuri din literatura greacă a secolului XX.
În secolul XXI, Dimitris Lyacos, autorul trilogiei Poena Damni, s-a bucurat de o recunoaștere internațională extinsă și a fost, de asemenea, menționat pentru Premiul Nobel pentru Literatură.